# فهرست ایستگاه‌های لرزه‌نگاری ایران
ایستگاه‌های لرزه‌نگاری ایران زیر پوشش IIEES و مؤسسه ژئوفیزیک دانشگاه تهران هستند.

## IIEES
داده‌های ثبت‌شدهٔ ایستگاه‌های لرزه‌نگاری باند پهن «مرکز ملی شبکه لرزه‌نگاری»؛ با روش ماهواره‌ای به تهران، مرکز پژوهشگاه بین‌المللی زلزله‌شناسی و مهندسی زلزله فرستاده می‌شوند.
| شماره | استان             | کد ایستگاه | نام ایستگاه | مختصات                                                  | ارتفاع (متر) |
| ----- | ----------------- | ---------- | ----------- | ------------------------------------------------------- | ------------ |
| ۱     | ایلام             | ILBA       | ایلام       | ۳۳°۳۴′شمالی ۴۶°۱۳′شرقی / ۳۳٫۵۶°شمالی ۴۶٫۲۱°شرقی         | ۷۹۹          |
| ۲     | گیلان             | GIDE       | دیلمان      | ۳۶°۵۵′شمالی ۴۹°۵۴′شرقی / ۳۶٫۹۱°شمالی ۴۹٫۹°شرقی          | ۱۸۳۸         |
| ۳     | یزد               | YZKH       | یزد         | ۳۲°۲۷′۱۸″شمالی ۵۴°۴۰′۳۷″شرقی / ۳۲٫۴۵۵°شمالی ۵۴٫۶۷۷°شرقی | ۲۲۲۶         |
| ۴     | خراسان جنوبی      | BSRN       | بصیران      | ۳۱°۵۷′۵۴″شمالی ۵۹°۰۷′۳۴″شرقی / ۳۱٫۹۶۵°شمالی ۵۹٫۱۲۶°شرقی | ۱۴۱۶         |
| ۵     | بوشهر             | AHRM       | اهرم        | ۲۸°۵۱′۵۰″شمالی ۵۱°۱۷′۴۲″شرقی / ۲۸٫۸۶۴°شمالی ۵۱٫۲۹۵°شرقی | ۸۰           |
| ۶     | سیستان و بلوچستان | CHBR       | چابهار      | ۲۵°۳۵′۴۲″شمالی ۶۰°۲۸′۵۵″شرقی / ۲۵٫۵۹۵°شمالی ۶۰٫۴۸۲°شرقی | ۱۲۵          |
| ۷     | خراسان جنوبی      | TABS       | طبس         | ۳۳°۳۸′۵۶″شمالی ۵۷°۰۷′۰۸″شرقی / ۳۳٫۶۴۹°شمالی ۵۷٫۱۱۹°شرقی | ۱۱۰۶         |
| ۸     | خراسان جنوبی      | SHRT       | شاهرخت      | ۳۳°۳۸′۴۶″شمالی ۶۰°۱۷′۲۸″شرقی / ۳۳٫۶۴۶°شمالی ۶۰٫۲۹۱°شرقی | ۸۳۷          |
| ۹     | سمنان             | SHRO       | شاهرود      | ۳۶°۰۰′۳۲″شمالی ۵۶°۰۰′۴۷″شرقی / ۳۶٫۰۰۹°شمالی ۵۶٫۰۱۳°شرقی | ۱۲۶۴         |
| ۱۰    | مرکزی             | KHMZ       | خمین        | ۳۳°۴۴′۲۰″شمالی ۴۹°۵۷′۳۲″شرقی / ۳۳٫۷۳۹°شمالی ۴۹٫۹۵۹°شرقی | ۱۹۸۵         |
| ۱۱    | خوزستان           | RMKL       | رامهرمز     | ۳۰°۵۸′۵۵″شمالی ۴۹°۴۸′۳۲″شرقی / ۳۰٫۹۸۲°شمالی ۴۹٫۸۰۹°شرقی | ۱۷۶          |
| ۱۲    | زنجان             | ZNJK       | زنجان       | ۳۶°۴۰′۱۲″شمالی ۴۸°۴۱′۰۶″شرقی / ۳۶٫۶۷۰°شمالی ۴۸٫۶۸۵°شرقی | ۲۲۰۰         |
| ۱۳    | خراسان شمالی      | BJRD       | بجنورد      | ۳۷°۴۲′۰۰″شمالی ۵۷°۲۴′۲۹″شرقی / ۳۷٫۷۰۰°شمالی ۵۷٫۴۰۸°شرقی | ۱۳۳۷         |
| ۱۴    | گلستان            | MRVT       | مراوه تپه   | ۳۷°۳۹′۳۲″شمالی ۵۶°۰۵′۲۰″شرقی / ۳۷٫۶۵۹°شمالی ۵۶٫۰۸۹°شرقی | ۸۷۰          |
| ۱۵    | قم                | GHVR       | قم          | ۳۴°۲۸′۴۸″شمالی ۵۱°۱۴′۴۲″شرقی / ۳۴٫۴۸۰°شمالی ۵۱٫۲۴۵°شرقی | ۹۲۷          |
| ۱۶    | خوزستان           | SHGR       | شوشتر       | ۳۲°۰۶′۲۹″شمالی ۴۸°۴۸′۰۴″شرقی / ۳۲٫۱۰۸°شمالی ۴۸٫۸۰۱°شرقی | ۱۵۰          |
| ۱۷    | کرمان             | KRBR       | کرمان       | ۲۹°۵۸′۵۵″شمالی ۵۶°۴۵′۴۰″شرقی / ۲۹٫۹۸۲°شمالی ۵۶٫۷۶۱°شرقی | ۲۵۷۶         |
| ۱۸    | البرز             | CHTH       | چاران       | ۳۵°۵۴′۲۹″شمالی ۵۱°۰۷′۳۴″شرقی / ۳۵٫۹۰۸°شمالی ۵۱٫۱۲۶°شرقی | ۲۲۵۰         |
| ۱۹    | آذربایجان غربی    | MAKU       | ماکو        | ۳۹°۲۱′۱۸″شمالی ۴۴°۴۰′۵۹″شرقی / ۳۹٫۳۵۵°شمالی ۴۴٫۶۸۳°شرقی | ۱۷۳۰         |
| ۲۰    | کردستان           | SNGE       | سنندج       | ۳۵°۰۵′۳۵″شمالی ۴۷°۲۰′۴۹″شرقی / ۳۵٫۰۹۳°شمالی ۴۷٫۳۴۷°شرقی | ۱۹۴۰         |
| ۲۱    | تهران             | DAMV       | دماوند      | ۳۵°۳۷′۴۸″شمالی ۵۱°۵۸′۱۶″شرقی / ۳۵٫۶۳۰°شمالی ۵۱٫۹۷۱°شرقی | ۲۳۰۰         |
| ۲۲    | هرمزگان           | BNDS       | خلیج فارس   | ۲۷°۲۳′۵۶″شمالی ۵۶°۱۰′۱۶″شرقی / ۲۷٫۳۹۹°شمالی ۵۶٫۱۷۱°شرقی | ۱۵۰۰         |
| ۲۳    | اردبیل            | GRMI       | گرمی        | ۳۸°۴۸′۳۶″شمالی ۴۷°۵۳′۳۸″شرقی / ۳۸٫۸۱۰°شمالی ۴۷٫۸۹۴°شرقی | ۱۳۰۰         |
| ۲۴    | فارس              | GHIR       | قیروکارزین  | ۲۸°۱۷′۱۰″شمالی ۵۲°۵۹′۱۳″شرقی / ۲۸٫۲۸۶°شمالی ۵۲٫۹۸۷°شرقی | ۱۲۰۰         |
| ۲۵    | سیستان و بلوچستان | ZHSF       | زاهدان      | ۲۹°۳۶′۴۰″شمالی ۶۰°۴۶′۳۰″شرقی / ۲۹٫۶۱۱°شمالی ۶۰٫۷۷۵°شرقی | ۱۵۷۵         |
| ۲۶    | البرز             | THKV       | کاوش        | ۳۵°۵۴′۵۸″شمالی ۵۰°۵۲′۴۴″شرقی / ۳۵٫۹۱۶°شمالی ۵۰٫۸۷۹°شرقی | ۱۷۹۵         |
| ۲۷    | اصفهان            | NASN       | نائین       | ۳۲°۴۷′۵۶″شمالی ۵۲°۴۸′۲۹″شرقی / ۳۲٫۷۹۹°شمالی ۵۲٫۸۰۸°شرقی | ۲۸۰۰         |
| ۲۸    | مرکزی             | ASAO       | آشتیان      | ۳۴°۳۲′۵۳″شمالی ۵۰°۰۱′۳۰″شرقی / ۳۴٫۵۴۸°شمالی ۵۰٫۰۲۵°شرقی | ۲۲۱۷         |

## مؤسسه ژئوفیزیک دانشگاه تهران
ایستگاه‌های لرزه‌نگاری «مرکز لرزه‌نگاری کشوری»، شبکه‌ای از لرزه‌نگارها هستند، که داده‌های لرزه‌سنجی را پیوسته با موج‌های رادیویی به مرکز شبکه‌های استان‌ها می‌فرستند، سپس این داده‌ها با دو روش ماهواره‌ای و وی‌پی‌ان به مؤسسه ژئوفیزیک دانشگاه تهران فرستاده می‌شوند.
| شماره | زیرشبکه   | کد ایستگاه | نام ایستگاه | مختصات                                                    | ارتفاع (متر) |
| ----- | --------- | ---------- | ----------- | --------------------------------------------------------- | ------------ |
| ۱     | اهواز     | ABH1       | بهبهان      | ۳۰°۳۶′۰۰″شمالی ۵۰°۱۵′۱۱″شرقی / ۳۰٫۶°شمالی ۵۰٫۲۵۳°شرقی     | ۳۴۶          |
| ۲     | اهواز     | AHWZ       | اهواز       | ۳۱°۱۹′۴۸″شمالی ۴۸°۳۸′۳۸″شرقی / ۳۱٫۳۳°شمالی ۴۸٫۶۴۴°شرقی    | ۱۹           |
| ۳     | اهواز     | AMIS       | مسجدسلیمان  | ۳۱°۳۹′۵۴″شمالی ۴۹°۱۷′۱۳″شرقی / ۳۱٫۶۶۵°شمالی ۴۹٫۲۸۷°شرقی   | ۴۴۲          |
| ۴     | بیرجند    | AFRZ       | آفریز       | ۳۳°۲۵′۳۰″شمالی ۵۹°۰۰′۵۴″شرقی / ۳۳٫۴۲۵°شمالی ۵۹٫۰۱۵°شرقی   | ۱۴۹۷         |
| ۵     | بیرجند    | DAH        | دهنه‌چاه     | ۳۲°۴۴′۲۰″شمالی ۵۹°۵۲′۰۵″شرقی / ۳۲٫۷۳۹°شمالی ۵۹٫۸۶۸°شرقی   | ۲۳۴۱         |
| ۶     | بیرجند    | KOO        | کوه‌شاه      | ۳۲°۲۵′۲۶″شمالی ۵۹°۰۰′۱۴″شرقی / ۳۲٫۴۲۴°شمالی ۵۹٫۰۰۴°شرقی   | ۱۹۴۰         |
| ۷     | بیرجند    | MON        | منند        | ۳۳°۱۱′۳۱″شمالی ۵۹°۴۰′۰۱″شرقی / ۳۳٫۱۹۲°شمالی ۵۹٫۶۶۷°شرقی   | ۲۳۶۸         |
| ۸     | بیرجند    | NHDN       | نهبندان     | ۳۱°۲۳′۳۵″شمالی ۶۰°۰۳′۰۰″شرقی / ۳۱٫۳۹۳°شمالی ۶۰٫۰۵°شرقی    | ۱۳۰۷         |
| ۹     | بیرجند    | TEG        | تجگ         | ۳۲°۵۳′۴۹″شمالی ۵۸°۴۴′۵۶″شرقی / ۳۲٫۸۹۷°شمالی ۵۸٫۷۴۹°شرقی   | ۱۷۴۵         |
| ۱۰    | بیرجند    | BAGH       | باغ         | ۳۲°۴۶′۵۶″شمالی ۵۹°۱۲′۱۷″شرقی / ۳۲٫۷۸۲۳°شمالی ۵۹٫۲۰۴۸°شرقی | ۲۵۸۱         |
| ۱۱    | بروجرد    | BDRS       | دره‌سیدی     | ۳۳°۵۷′۱۴″شمالی ۴۸°۵۲′۵۲″شرقی / ۳۳٫۹۵۴°شمالی ۴۸٫۸۸۱°شرقی   | ۲۴۹۴         |
| ۱۲    | بروجرد    | BMDN       | میدان       | ۳۳°۴۰′۱۹″شمالی ۴۸°۴۹′۳۰″شرقی / ۳۳٫۶۷۲°شمالی ۴۸٫۸۲۵°شرقی   | ۱۶۹۸         |
| ۱۳    | همدان     | HAGD       | آق‌دره       | ۳۴°۴۹′۱۹″شمالی ۴۹°۰۸′۲۰″شرقی / ۳۴٫۸۲۲°شمالی ۴۹٫۱۳۹°شرقی   | ۱۸۳۱         |
| ۱۴    | همدان     | HALM       | آلموبلاغ    | ۳۴°۵۱′۳۶″شمالی ۴۸°۱۰′۰۵″شرقی / ۳۴٫۸۶°شمالی ۴۸٫۱۶۸°شرقی    | ۲۴۵۰         |
| ۱۵    | همدان     | HSAM       | سامن        | ۳۴°۱۲′۴۳″شمالی ۴۸°۳۶′۰۷″شرقی / ۳۴٫۲۱۲°شمالی ۴۸٫۶۰۲°شرقی   | ۲۳۱۴         |
| ۱۶    | همدان     | HSRG       | ساری‌قیه     | ۳۵°۱۴′۳۱″شمالی ۴۸°۱۶′۴۴″شرقی / ۳۵٫۲۴۲°شمالی ۴۸٫۲۷۹°شرقی   | ۲۵۴۵         |
| ۱۷    | اصفهان    | ANAR       | انار        | ۳۳°۱۱′۲۴″شمالی ۵۳°۴۳′۴۴″شرقی / ۳۳٫۱۹°شمالی ۵۳٫۷۲۹°شرقی    | ۱۳۲۳         |
| ۱۸    | اصفهان    | GAR        | قرنه        | ۳۲°۲۴′۲۲″شمالی ۵۲°۰۲′۴۹″شرقی / ۳۲٫۴۰۶°شمالی ۵۲٫۰۴۷°شرقی   | ۲۰۲۰         |
| ۱۹    | اصفهان    | KLH        | کلهرود      | ۳۳°۱۹′۰۸″شمالی ۵۱°۳۴′۴۱″شرقی / ۳۳٫۳۱۹°شمالی ۵۱٫۵۷۸°شرقی   | ۲۲۸۰         |
| ۲۰    | اصفهان    | KLNJ       | کل‌انجه      | ۳۱°۰۰′۲۹″شمالی ۵۱°۳۵′۳۱″شرقی / ۳۱٫۰۰۸°شمالی ۵۱٫۵۹۲°شرقی   | ۲۶۶۰         |
| ۲۱    | اصفهان    | KRSH       | کرشاهی      | ۳۳°۵۸′۰۸″شمالی ۵۲°۰۸′۰۶″شرقی / ۳۳٫۹۶۹°شمالی ۵۲٫۱۳۵°شرقی   | ۱۶۳۰         |
| ۲۲    | اصفهان    | PIR        | پیرپیر      | ۳۲°۴۱′۰۲″شمالی ۵۰°۵۳′۳۱″شرقی / ۳۲٫۶۸۴°شمالی ۵۰٫۸۹۲°شرقی   | ۲۶۰۰         |
| ۲۳    | اصفهان    | QAMS       | قمصر        | ۳۳°۴۴′۱۰″شمالی ۵۱°۲۳′۴۶″شرقی / ۳۳٫۷۳۶°شمالی ۵۱٫۳۹۶°شرقی   | ۲۲۴۵         |
| ۲۴    | اصفهان    | RAM        | رامشه       | ۳۱°۴۸′۳۲″شمالی ۵۲°۲۲′۵۵″شرقی / ۳۱٫۸۰۹°شمالی ۵۲٫۳۸۲°شرقی   | ۲۰۰۰         |
| ۲۵    | اصفهان    | ZEF        | زفره        | ۳۲°۵۳′۴۶″شمالی ۵۲°۱۹′۴۴″شرقی / ۳۲٫۸۹۶°شمالی ۵۲٫۳۲۹°شرقی   | ۲۳۲۰         |
| ۲۶    | کرمان     | CHMN       | چشمه معدنی  | ۲۹°۵۱′۴۰″شمالی ۵۷°۳۲′۲۴″شرقی / ۲۹٫۸۶۱°شمالی ۵۷٫۵۴°شرقی    | ۲۵۶۴         |
| ۲۷    | کرمان     | NGRK       | نگار        | ۲۹°۳۸′۳۸″شمالی ۵۶°۴۳′۴۸″شرقی / ۲۹٫۶۴۴°شمالی ۵۶٫۷۳°شرقی    | ۲۸۵۰         |
| ۲۸    | کرمان     | KHNJ       | کهنوج       | ۲۷°۵۶′۵۳″شمالی ۵۷°۴۲′۲۲″شرقی / ۲۷٫۹۴۸°شمالی ۵۷٫۷۰۶°شرقی   | ۴۹۲          |
| ۲۹    | کرمان     | KHGB       | کوه‌گبری     | ۳۰°۲۲′۳۴″شمالی ۵۶°۲۸′۳۷″شرقی / ۳۰٫۳۷۶°شمالی ۵۶٫۴۷۷°شرقی   | ۱۸۰۰         |
| ۳۰    | کرمان     | KBAM       | بم          | ۲۹°۰۸′۱۰″شمالی ۵۸°۲۷′۰۷″شرقی / ۲۹٫۱۳۶°شمالی ۵۸٫۴۵۲°شرقی   | ۹۷۵          |
| ۳۱    | کرمان     | TVBK       | تی‌وی-باهنر  | ۲۹°۵۹′۱۰″شمالی ۵۶°۴۵′۴۰″شرقی / ۲۹٫۹۸۶°شمالی ۵۶٫۷۶۱°شرقی   | ۲۵۳۰         |
| ۳۲    | کرمانشاه  | BZA        | بزآب        | ۳۴°۲۸′۱۲″شمالی ۴۷°۵۱′۴۰″شرقی / ۳۴٫۴۷°شمالی ۴۷٫۸۶۱°شرقی    | ۲۳۳۰         |
| ۳۳    | کرمانشاه  | DHR        | ده‌رش        | ۳۴°۴۲′۰۰″شمالی ۴۶°۲۳′۱۳″شرقی / ۳۴٫۷°شمالی ۴۶٫۳۸۷°شرقی     | ۱۸۴۰         |
| ۳۴    | کرمانشاه  | GHG        | قلعه‌قاضی    | ۳۴°۱۹′۴۴″شمالی ۴۶°۳۴′۰۵″شرقی / ۳۴٫۳۲۹°شمالی ۴۶٫۵۶۸°شرقی   | ۲۰۶۰         |
| ۳۵    | کرمانشاه  | KCHF       | چشمه‌سفید    | ۳۴°۱۶′۳۰″شمالی ۴۷°۰۲′۲۴″شرقی / ۳۴٫۲۷۵°شمالی ۴۷٫۰۴°شرقی    | ۱۷۱۵         |
| ۳۶    | کرمانشاه  | KER        | کرمانشاه    | ۳۴°۲۳′۱۳″شمالی ۴۷°۰۷′۵۹″شرقی / ۳۴٫۳۸۷°شمالی ۴۷٫۱۳۳°شرقی   | ۱۳۳۸         |
| ۳۷    | کرمانشاه  | KOM        | کماسی       | ۳۴°۱۰′۳۴″شمالی ۴۷°۳۰′۵۰″شرقی / ۳۴٫۱۷۶°شمالی ۴۷٫۵۱۴°شرقی   | ۱۷۱۶         |
| ۳۸    | کرمانشاه  | LIN        | لائین       | ۳۴°۵۵′۰۸″شمالی ۴۶°۵۷′۴۷″شرقی / ۳۴٫۹۱۹°شمالی ۴۶٫۹۶۳°شرقی   | ۲۱۴۰         |
| ۳۹    | خرم‌آباد   | DOB        | دوآب        | ۳۳°۴۷′۱۳″شمالی ۴۸°۱۰′۳۷″شرقی / ۳۳٫۷۸۷°شمالی ۴۸٫۱۷۷°شرقی   | ۱۹۴۸         |
| ۴۰    | خرم‌آباد   | KFM        | کافرمسلمان  | ۳۳°۳۱′۲۶″شمالی ۴۷°۵۰′۴۹″شرقی / ۳۳٫۵۲۴°شمالی ۴۷٫۸۴۷°شرقی   | ۱۶۷۶         |
| ۴۱    | خرم‌آباد   | KMR        | کمرسیاه     | ۳۳°۳۱′۰۵″شمالی ۴۸°۲۲′۴۸″شرقی / ۳۳٫۵۱۸°شمالی ۴۸٫۳۸°شرقی    | ۱۷۳۳         |
| ۴۲    | مشهد      | JRKH       | جرخشک       | ۳۵°۵۴′۲۹″شمالی ۶۰°۲۰′۵۶″شرقی / ۳۵٫۹۰۸°شمالی ۶۰٫۳۴۹°شرقی   | ۱۲۰۶         |
| ۴۳    | مشهد      | KRD        | کارده       | ۳۶°۴۶′۳۴″شمالی ۵۹°۳۰′۵۴″شرقی / ۳۶٫۷۷۶°شمالی ۵۹٫۵۱۵°شرقی   | ۲۲۴۵         |
| ۴۴    | مشهد      | MOG        | مغان        | ۳۶°۰۶′۲۹″شمالی ۵۹°۲۰′۲۰″شرقی / ۳۶٫۱۰۸°شمالی ۵۹٫۳۳۹°شرقی   | ۲۵۷۷         |
| ۴۵    | مشهد      | MYA        | میامی       | ۳۶°۲۰′۳۸″شمالی ۶۰°۰۶′۰۷″شرقی / ۳۶٫۳۴۴°شمالی ۶۰٫۱۰۲°شرقی   | ۱۶۸۴         |
| ۴۶    | مشهد      | PAY        | پایه        | ۳۶°۲۷′۱۴″شمالی ۵۸°۵۹′۲۴″شرقی / ۳۶٫۴۵۴°شمالی ۵۸٫۹۹°شرقی    | ۲۱۰۰         |
| ۴۷    | مشهد      | SRO        | اس‌آراو      | ۳۶°۱۸′۲۹″شمالی ۵۹°۲۸′۱۹″شرقی / ۳۶٫۳۰۸°شمالی ۵۹٫۴۷۲°شرقی   | ۱۰۵۰         |
| ۴۸    | مشهد      | TBJM       | تربت جام    | ۳۵°۱۶′۰۵″شمالی ۶۰°۱۹′۴۴″شرقی / ۳۵٫۲۶۸°شمالی ۶۰٫۳۲۹°شرقی   | ۱۷۴۱         |
| ۴۹    | مشهد      | TBHD       | تربت حیدریه | ۳۵°۲۴′۴۸″شمالی ۵۹°۱۴′۱۰″شرقی / ۳۵٫۴۱۳۳°شمالی ۵۹٫۲۳۶۱°شرقی | ۱۷۶۰         |
| ۵۰    | میناب     | BNB        | بندرعباس    | ۲۷°۲۶′۵۶″شمالی ۵۶°۳۲′۲۴″شرقی / ۲۷٫۴۴۹°شمالی ۵۶٫۵۴°شرقی    | ۶۲           |
| ۵۱    | میناب     | GENO       | گنو         | ۲۷°۲۴′۰۰″شمالی ۵۶°۱۰′۱۹″شرقی / ۲۷٫۴°شمالی ۵۶٫۱۷۲°شرقی     | ۱۶۱۶         |
| ۵۲    | میناب     | JSK1       | جاسک        | ۲۵°۳۸′۱۷″شمالی ۵۷°۴۶′۱۲″شرقی / ۲۵٫۶۳۸°شمالی ۵۷٫۷۷°شرقی    | ۱۵           |
| ۵۳    | قزوین     | QABG       | آب‌گرم       | ۳۵°۴۲′۲۹″شمالی ۴۹°۳۴′۵۵″شرقی / ۳۵٫۷۰۸°شمالی ۴۹٫۵۸۲°شرقی   | ۲۰۸۵         |
| ۵۴    | قزوین     | QALM       | الموت       | ۳۶°۲۵′۵۵″شمالی ۵۰°۳۸′۴۶″شرقی / ۳۶٫۴۳۲°شمالی ۵۰٫۶۴۶°شرقی   | ۲۲۱۲         |
| ۵۵    | قزوین     | QCNT       | مرکزی       | ۳۶°۱۷′۲۴″شمالی ۵۰°۰۰′۳۲″شرقی / ۳۶٫۲۹°شمالی ۵۰٫۰۰۹°شرقی    | ۱۳۱۹         |
| ۵۶    | قزوین     | QSDN       | سیردان      | ۳۶°۳۰′۱۴″شمالی ۴۹°۱۰′۲۶″شرقی / ۳۶٫۵۰۴°شمالی ۴۹٫۱۷۴°شرقی   | ۲۱۴۸         |
| ۵۷    | قوچان     | AKL        | اخلمد       | ۳۶°۳۵′۴۲″شمالی ۵۸°۴۵′۱۴″شرقی / ۳۶٫۵۹۵°شمالی ۵۸٫۷۵۴°شرقی   | ۲۵۱۰         |
| ۵۸    | قوچان     | EMG        | امام‌قلی     | ۳۷°۲۴′۳۲″شمالی ۵۸°۳۹′۰۴″شرقی / ۳۷٫۴۰۹°شمالی ۵۸٫۶۵۱°شرقی   | ۲۵۴۷         |
| ۵۹    | قوچان     | SBZV       | سبزوار      | ۳۶°۲۳′۱۷″شمالی ۵۷°۳۶′۴۰″شرقی / ۳۶٫۳۸۸°شمالی ۵۷٫۶۱۱°شرقی   | ۲۰۳۴         |
| ۶۰    | قوچان     | SFR        | اسفراین     | ۳۷°۰۳′۰۷″شمالی ۵۸°۰۰′۰۰″شرقی / ۳۷٫۰۵۲°شمالی ۵۸°شرقی       | ۲۴۳۵         |
| ۶۱    | رشت       | LHJ1       | لاهیجان     | ۳۷°۰۹′۲۲″شمالی ۵۰°۰۶′۰۴″شرقی / ۳۷٫۱۵۶°شمالی ۵۰٫۱۰۱°شرقی   | ۶۶۹          |
| ۶۲    | رشت       | RST1       | رشت         | ۳۷°۱۳′۵۵″شمالی ۴۹°۳۷′۴۸″شرقی / ۳۷٫۲۳۲°شمالی ۴۹٫۶۳°شرقی    | ۱۲           |
| ۶۳    | رشت       | JIR1       | جیرانده     | ۳۶°۴۲′۲۹″شمالی ۴۹°۴۸′۰۷″شرقی / ۳۶٫۷۰۸°شمالی ۴۹٫۸۰۲°شرقی   | ۱۵۶۷         |
| ۶۴    | رشت       | CSN1       | کاسپین      | ۳۷°۳۳′۵۰″شمالی ۴۹°۰۵′۴۲″شرقی / ۳۷٫۵۶۴°شمالی ۴۹٫۰۹۵°شرقی   | ۱۸           |
| ۶۵    | ساری      | ALA        | آلاشت       | ۳۶°۰۴′۵۹″شمالی ۵۲°۴۸′۳۶″شرقی / ۳۶٫۰۸۳°شمالی ۵۲٫۸۱°شرقی    | ۲۶۰۰         |
| ۶۶    | ساری      | GLO        | گلوگاه      | ۳۶°۳۰′۰۷″شمالی ۵۳°۴۹′۵۲″شرقی / ۳۶٫۵۰۲°شمالی ۵۳٫۸۳۱°شرقی   | ۱۹۵۰         |
| ۶۷    | ساری      | KIA        | کیاسر       | ۳۶°۱۲′۲۵″شمالی ۵۳°۴۱′۰۲″شرقی / ۳۶٫۲۰۷°شمالی ۵۳٫۶۸۴°شرقی   | ۲۱۶۱         |
| ۶۸    | ساری      | PRN        | پرن         | ۳۶°۱۴′۳۱″شمالی ۵۲°۲۰′۱۷″شرقی / ۳۶٫۲۴۲°شمالی ۵۲٫۳۳۸°شرقی   | ۱۳۳۳         |
| ۶۹    | ساری      | KLST       | مازیچال     | ۳۶°۳۱′۰۷″شمالی ۵۱°۰۳′۳۱″شرقی / ۳۶٫۵۱۸۶°شمالی ۵۱٫۰۵۸۷°شرقی | ۲۶۹۲         |
| ۷۰    | ساری      | MZPU       | پول-نیموار  | ۳۶°۲۶′۲۳″شمالی ۵۱°۳۴′۰۷″شرقی / ۳۶٫۴۳۹۸°شمالی ۵۱٫۵۶۸۷°شرقی | ۲۰۲۳         |
| ۷۱    | سمنان     | ANJ        | انجیلو      | ۳۵°۲۸′۰۵″شمالی ۵۳°۵۴′۵۴″شرقی / ۳۵٫۴۶۸°شمالی ۵۳٫۹۱۵°شرقی   | ۱۸۴۵         |
| ۷۲    | سمنان     | LAS        | لاسجرد      | ۳۵°۲۲′۵۲″شمالی ۵۲°۵۷′۳۲″شرقی / ۳۵٫۳۸۱°شمالی ۵۲٫۹۵۹°شرقی   | ۱۴۵۲         |
| ۷۳    | سمنان     | SHM        | شهمیرزاد    | ۳۵°۴۸′۲۲″شمالی ۵۳°۱۷′۰۲″شرقی / ۳۵٫۸۰۶°شمالی ۵۳٫۲۸۴°شرقی   | ۲۶۳۳         |
| ۷۴    | شهرکرد    | BRJ        | بروجن       | ۳۱°۵۴′۲۹″شمالی ۵۱°۱۵′۴۷″شرقی / ۳۱٫۹۰۸°شمالی ۵۱٫۲۶۳°شرقی   | ۲۳۰۰         |
| ۷۵    | شهرکرد    | JHBN       | جهان‌بین     | ۳۲°۱۳′۵۲″شمالی ۵۰°۳۹′۵۸″شرقی / ۳۲٫۲۳۱°شمالی ۵۰٫۶۶۶°شرقی   | ۲۶۵۷         |
| ۷۶    | شهرکرد    | ROKH       | رخ‌بس        | ۳۲°۲۳′۵۶″شمالی ۵۱°۰۴′۱۹″شرقی / ۳۲٫۳۹۹°شمالی ۵۱٫۰۷۲°شرقی   | ۲۰۲۲         |
| ۷۷    | شهرکرد    | SHK1       | شهرکرد      | ۳۲°۱۹′۴۱″شمالی ۵۰°۵۳′۰۶″شرقی / ۳۲٫۳۲۸°شمالی ۵۰٫۸۸۵°شرقی   | ۲۰۹۳         |
| ۷۸    | شهرکرد    | ZNGN       | زنگیان      | ۳۲°۰۷′۰۱″شمالی ۵۰°۵۱′۱۴″شرقی / ۳۲٫۱۱۷°شمالی ۵۰٫۸۵۴°شرقی   | ۲۶۶۲         |
| ۷۹    | شیراز     | KAZ1       | کازرون      | ۲۹°۳۷′۳۰″شمالی ۵۱°۳۸′۲۴″شرقی / ۲۹٫۶۲۵°شمالی ۵۱٫۶۴°شرقی    | ۸۵۰          |
| ۸۰    | شیراز     | LAR1       | لار         | ۲۷°۴۰′۰۸″شمالی ۵۴°۲۲′۳۰″شرقی / ۲۷٫۶۶۹°شمالی ۵۴٫۳۷۵°شرقی   | ۷۸۵          |
| ۸۱    | شیراز     | LMD1       | لامرد       | ۲۷°۲۰′۲۴″شمالی ۵۳°۰۹′۵۴″شرقی / ۲۷٫۳۴°شمالی ۵۳٫۱۶۵°شرقی    | ۴۲۵          |
| ۸۲    | شیراز     | QIR1       | قیر         | ۲۸°۲۸′۳۴″شمالی ۵۳°۰۲′۳۸″شرقی / ۲۸٫۴۷۶°شمالی ۵۳٫۰۴۴°شرقی   | ۷۴۰          |
| ۸۳    | شیراز     | SHI        | شیراز       | ۲۹°۳۸′۱۳″شمالی ۵۲°۳۱′۱۲″شرقی / ۲۹٫۶۳۷°شمالی ۵۲٫۵۲°شرقی    | ۱۶۰۰         |
| ۸۴    | شیراز     | JHRM       | جهرم        | ۲۸°۳۰′۱۸″شمالی ۵۳°۳۴′۳۷″شرقی / ۲۸٫۵۰۵°شمالی ۵۳٫۵۷۷°شرقی   | ۹۹۸          |
| ۸۵    | طبس       | TKDS       | کوهدشت      | ۳۳°۳۶′۴۷″شمالی ۵۷°۰۷′۱۹″شرقی / ۳۳٫۶۱۳°شمالی ۵۷٫۱۲۲°شرقی   | ۱۲۰۶         |
| ۸۶    | طبس       | TNSJ       | نستنج       | ۳۳°۵۷′۴۷″شمالی ۵۶°۳۶′۳۲″شرقی / ۳۳٫۹۶۳°شمالی ۵۶٫۶۰۹°شرقی   | ۱۱۲۳         |
| ۸۷    | طبس       | TPRV       | پرواده      | ۳۳°۰۱′۴۱″شمالی ۵۶°۴۱′۱۰″شرقی / ۳۳٫۰۲۸°شمالی ۵۶٫۶۸۶°شرقی   | ۱۰۲۲         |
| ۸۸    | تبریز     | AZR        | آذرشهر      | ۳۷°۴۰′۴۱″شمالی ۴۵°۵۹′۰۲″شرقی / ۳۷٫۶۷۸°شمالی ۴۵٫۹۸۴°شرقی   | ۲۲۷۳         |
| ۸۹    | تبریز     | BST        | بستان‌آباد   | ۳۷°۴۲′۰۴″شمالی ۴۶°۵۳′۲۰″شرقی / ۳۷٫۷۰۱°شمالی ۴۶٫۸۸۹°شرقی   | ۲۱۱۲         |
| ۹۰    | تبریز     | HRS        | هریس        | ۳۸°۱۹′۰۵″شمالی ۴۷°۰۲′۳۱″شرقی / ۳۸٫۳۱۸°شمالی ۴۷٫۰۴۲°شرقی   | ۲۱۳۷         |
| ۹۱    | تبریز     | HSH        | هشترود      | ۳۷°۱۸′۱۸″شمالی ۴۷°۱۵′۵۰″شرقی / ۳۷٫۳۰۵°شمالی ۴۷٫۲۶۴°شرقی   | ۲۱۴۶         |
| ۹۲    | تبریز     | MRD        | مرند        | ۳۸°۴۲′۴۷″شمالی ۴۵°۴۲′۰۷″شرقی / ۳۸٫۷۱۳°شمالی ۴۵٫۷۰۲°شرقی   | ۲۱۴۲         |
| ۹۳    | تبریز     | SHB        | شبستر       | ۳۸°۱۶′۵۹″شمالی ۴۵°۳۷′۰۸″شرقی / ۳۸٫۲۸۳°شمالی ۴۵٫۶۱۹°شرقی   | ۲۲۹۰         |
| ۹۴    | تبریز     | SRB        | سراب        | ۳۷°۴۹′۳۰″شمالی ۴۷°۳۹′۴۷″شرقی / ۳۷٫۸۲۵°شمالی ۴۷٫۶۶۳°شرقی   | ۱۹۵۸         |
| ۹۵    | تبریز     | TABZ       | تبریز ۲     | ۳۸°۰۳′۲۵″شمالی ۴۶°۱۹′۳۷″شرقی / ۳۸٫۰۵۷°شمالی ۴۶٫۳۲۷°شرقی   | ۱۴۸۷         |
| ۹۶    | تبریز     | TAHR       | اهر         | ۳۸°۲۹′۲۴″شمالی ۴۷°۰۳′۰۴″شرقی / ۳۸٫۴۹°شمالی ۴۷٫۰۵۱°شرقی    | ۱۴۱۳         |
| ۹۷    | تبریز     | TBZ        | تبریز       | ۳۸°۱۴′۰۶″شمالی ۴۶°۰۹′۰۰″شرقی / ۳۸٫۲۳۵°شمالی ۴۶٫۱۵°شرقی    | ۱۵۵۰         |
| ۹۸    | تبریز     | TVRZ       | ورزقان      | ۳۸°۳۰′۱۴″شمالی ۴۶°۴۰′۰۵″شرقی / ۳۸٫۵۰۴°شمالی ۴۶٫۶۶۸°شرقی   | ۱۶۹۳         |
| ۹۹    | تهران     | DMV        | دماوند      | ۳۵°۳۴′۳۷″شمالی ۵۲°۰۱′۵۵″شرقی / ۳۵٫۵۷۷°شمالی ۵۲٫۰۳۲°شرقی   | ۲۵۴۶         |
| ۱۰۰   | تهران     | FIR        | فیروزکوه    | ۳۵°۳۸′۳۱″شمالی ۵۲°۴۵′۱۴″شرقی / ۳۵٫۶۴۲°شمالی ۵۲٫۷۵۴°شرقی   | ۲۳۸۰         |
| ۱۰۱   | تهران     | GZV        | قزوین       | ۳۶°۲۳′۱۰″شمالی ۵۰°۱۳′۰۵″شرقی / ۳۶٫۳۸۶°شمالی ۵۰٫۲۱۸°شرقی   | ۲۴۵۸         |
| ۱۰۲   | تهران     | HSB        | حسن‌آباد     | ۳۵°۲۶′۱۷″شمالی ۵۱°۱۶′۳۴″شرقی / ۳۵٫۴۳۸°شمالی ۵۱٫۲۷۶°شرقی   | ۱۱۳۸         |
| ۱۰۳   | تهران     | MHD        | ماهدشت      | ۳۵°۴۱′۰۶″شمالی ۵۰°۴۰′۰۱″شرقی / ۳۵٫۶۸۵°شمالی ۵۰٫۶۶۷°شرقی   | ۱۶۵۸         |
| ۱۰۴   | تهران     | QOM        | قم          | ۳۴°۵۰′۳۱″شمالی ۵۱°۰۳′۴۷″شرقی / ۳۴٫۸۴۲°شمالی ۵۱٫۰۶۳°شرقی   | ۱۰۰۰         |
| ۱۰۵   | تهران     | RAZ        | رازقان      | ۳۵°۲۴′۱۸″شمالی ۴۹°۵۵′۴۴″شرقی / ۳۵٫۴۰۵°شمالی ۴۹٫۹۲۹°شرقی   | ۱۹۵۰         |
| ۱۰۶   | تهران     | SFB        | سفیدآب      | ۳۴°۲۱′۰۷″شمالی ۵۲°۱۴′۲۸″شرقی / ۳۴٫۳۵۲°شمالی ۵۲٫۲۴۱°شرقی   | ۹۹۵          |
| ۱۰۷   | تهران     | TEH        | تهران       | ۳۵°۴۵′۰۷″شمالی ۵۱°۲۳′۲۰″شرقی / ۳۵٫۷۵۲°شمالی ۵۱٫۳۸۹°شرقی   | ۱۴۵۸         |
| ۱۰۸   | تهران     | VRN        | ورامین      | ۳۴°۵۹′۴۲″شمالی ۵۱°۴۳′۳۷″شرقی / ۳۴٫۹۹۵°شمالی ۵۱٫۷۲۷°شرقی   | ۱۱۳۹         |
| ۱۰۹   | تهران     | TEHA       | امیرآباد    | ۳۵°۴۴′۴۶″شمالی ۵۱°۲۳′۱۳″شرقی / ۳۵٫۷۴۶°شمالی ۵۱٫۳۸۷°شرقی   | ۱۴۱۸         |
| ۱۱۰   | یزد       | BAF        | بافق        | ۳۱°۳۵′۲۴″شمالی ۵۵°۳۴′۰۱″شرقی / ۳۱٫۵۹°شمالی ۵۵٫۵۶۷°شرقی    | ۱۴۱۵         |
| ۱۱۱   | یزد       | CHK        | چک‌چک        | ۳۲°۱۴′۳۸″شمالی ۵۴°۲۴′۲۹″شرقی / ۳۲٫۲۴۴°شمالی ۵۴٫۴۰۸°شرقی   | ۱۵۳۷         |
| ۱۱۲   | یزد       | MEH        | مهریز       | ۳۱°۲۳′۲۴″شمالی ۵۴°۳۶′۴۷″شرقی / ۳۱٫۳۹°شمالی ۵۴٫۶۱۳°شرقی    | ۱۹۸۹         |
| ۱۱۳   | یزد       | SAD        | صدرآباد     | ۳۱°۵۴′۴۷″شمالی ۵۳°۴۱′۰۶″شرقی / ۳۱٫۹۱۳°شمالی ۵۳٫۶۸۵°شرقی   | ۲۴۶۴         |
| ۱۱۴   | یزد       | TAFT       | تفت         | ۳۱°۴۳′۲۲″شمالی ۵۴°۱۰′۱۶″شرقی / ۳۱٫۷۲۲۸°شمالی ۵۴٫۱۷۱۱°شرقی | ۲۰۳۶         |
| ۱۱۵   | تک‌ایستگاه | DHL1       | دهلران      | ۳۲°۴۰′۵۲″شمالی ۴۷°۱۶′۵۲″شرقی / ۳۲٫۶۸۱°شمالی ۴۷٫۲۸۱°شرقی   | ۲۰۴          |
| ۱۱۶   | تک‌ایستگاه | MAHB       | مهاباد      | ۳۶°۴۶′۰۱″شمالی ۴۵°۴۲′۱۸″شرقی / ۳۶٫۷۶۷°شمالی ۴۵٫۷۰۵°شرقی   | ۱۳۷۰         |
| ۱۱۷   | تک‌ایستگاه | MND        | مینودشت     | ۳۷°۱۴′۱۳″شمالی ۵۵°۲۳′۲۰″شرقی / ۳۷٫۲۳۷°شمالی ۵۵٫۳۸۹°شرقی   | ۲۰۰          |
| ۱۱۸   | تک‌ایستگاه | NGCH       | نگور        | ۲۵°۲۱′۳۲″شمالی ۶۱°۰۸′۱۰″شرقی / ۲۵٫۳۵۹°شمالی ۶۱٫۱۳۶°شرقی   | ۴۶           |
| ۱۱۹   | تک‌ایستگاه | SRVN       | سراوان      | ۲۷°۲۴′۱۱″شمالی ۶۲°۲۳′۵۳″شرقی / ۲۷٫۴۰۳°شمالی ۶۲٫۳۹۸°شرقی   | ۱۳۵۲         |
| ۱۲۰   | تک‌ایستگاه | ZHDN       | زاهدان      | ۲۹°۲۳′۵۶″شمالی ۶۰°۴۸′۳۶″شرقی / ۲۹٫۳۹۹°شمالی ۶۰٫۸۱°شرقی    | ۱۵۱۱         |
| ۱۲۱   | تک‌ایستگاه | DSBU       | دشتی-بوشهر  | ۲۸°۲۱′۴۵″شمالی ۵۱°۱۵′۳۷″شرقی / ۲۸٫۳۶۲۵°شمالی ۵۱٫۲۶۰۲°شرقی | ۶۵۶          |

| شماره | زیرشبکه | کد ایستگاه | نام ایستگاه | مختصات                                                  | ارتفاع (متر) |
| ----- | ------- | ---------- | ----------- | ------------------------------------------------------- | ------------ |
| ۱     |         | AFJ        | افجه        | ۳۵°۵۱′۱۸″شمالی ۵۱°۴۲′۴۳″شرقی / ۳۵٫۸۵۵°شمالی ۵۱٫۷۱۲°شرقی | ۲۷۵۰         |
| ۲     |         | BND        | بندرعباس    | ۲۷°۲۶′۵۶″شمالی ۵۶°۳۲′۲۴″شرقی / ۲۷٫۴۴۹°شمالی ۵۶٫۵۴°شرقی  | ۶۲           |
| ۳     |         | FTB        | فتح‌آباد     | ۳۸°۰۱′۰۱″شمالی ۴۶°۲۳′۳۸″شرقی / ۳۸٫۰۱۷°شمالی ۴۶٫۳۹۴°شرقی | ۱۶۶۵         |
| ۴     |         | GHB        | قره‌باغ      | ۲۹°۲۲′۴۴″شمالی ۵۲°۳۲′۱۳″شرقی / ۲۹٫۳۷۹°شمالی ۵۲٫۵۳۷°شرقی | ۲۸۱۲         |
| ۵     |         | HKZM       | کوه‌زمان     | ۳۵°۲۲′۴۱″شمالی ۴۸°۵۴′۱۸″شرقی / ۳۵٫۳۷۸°شمالی ۴۸٫۹۰۵°شرقی | ۲۳۲۸         |
| ۶     |         | IL3        | ایلپا ۳     | ۳۵°۲۸′۳۴″شمالی ۵۱°۰۱′۲۶″شرقی / ۳۵٫۴۷۶°شمالی ۵۱٫۰۲۴°شرقی | ۱۱۰۹         |
| ۷     |         | IL5        | ایلپا ۵     | ۳۵°۱۲′۴۷″شمالی ۵۰°۳۴′۵۲″شرقی / ۳۵٫۲۱۳°شمالی ۵۰٫۵۸۱°شرقی | ۱۳۵۳         |
| ۸     |         | KAZ        | کازرون      | ۲۹°۴۶′۵۵″شمالی ۵۱°۵۰′۲۴″شرقی / ۲۹٫۷۸۲°شمالی ۵۱٫۸۴°شرقی  | ۲۸۰۹         |
| ۹     |         | KHSK       | کوهستک      | ۲۶°۴۵′۲۵″شمالی ۵۷°۰۳′۱۱″شرقی / ۲۶٫۷۵۷°شمالی ۵۷٫۰۵۳°شرقی | ۴۰           |
| ۱۰    |         | MHI        | مشهد        | ۳۶°۱۸′۲۹″شمالی ۵۹°۲۸′۱۹″شرقی / ۳۶٫۳۰۸°شمالی ۵۹٫۴۷۲°شرقی | ۱۱۵۰         |
| ۱۱    |         | MNB1       | میناب       | ۲۷°۰۶′۲۲″شمالی ۵۷°۰۶′۰۰″شرقی / ۲۷٫۱۰۶°شمالی ۵۷٫۱°شرقی   | ۲۹           |
| ۱۲    |         | MOK        | موک         | ۲۹°۰۲′۴۲″شمالی ۵۲°۴۲′۵۰″شرقی / ۲۹٫۰۴۵°شمالی ۵۲٫۷۱۴°شرقی | ۲۷۸۵         |
| ۱۳    |         | NIAN       | نیان        | ۲۷°۳۳′۳۶″شمالی ۵۶°۵۰′۰۶″شرقی / ۲۷٫۵۶°شمالی ۵۶٫۸۳۵°شرقی  | ۲۴۸          |
| ۱۴    |         | PAR        | پارس        | ۲۹°۵۰′۲۴″شمالی ۵۳°۰۲′۰۲″شرقی / ۲۹٫۸۴°شمالی ۵۳٫۰۳۴°شرقی  | ۲۵۸۰         |
| ۱۵    |         | QAM        | قمصر        | ۳۳°۴۵′۴۰″شمالی ۵۱°۲۶′۲۴″شرقی / ۳۳٫۷۶۱°شمالی ۵۱٫۴۴°شرقی  | ۱۸۶۵         |
| ۱۶    |         | QBNZ       | بوئین‌زهرا   | ۳۵°۳۸′۱۳″شمالی ۵۰°۱۱′۴۲″شرقی / ۳۵٫۶۳۷°شمالی ۵۰٫۱۹۵°شرقی | ۲۰۹۳         |
| ۱۷    |         | QHU        | قوچان       | ۳۷°۰۴′۱۶″شمالی ۵۸°۳۲′۱۳″شرقی / ۳۷٫۰۷۱°شمالی ۵۸٫۵۳۷°شرقی | ۱۳۳۵         |
| ۱۸    |         | SHR        | شهران       | ۳۵°۴۸′۲۲″شمالی ۵۱°۱۷′۲۰″شرقی / ۳۵٫۸۰۶°شمالی ۵۱٫۲۸۹°شرقی | ۱۰۰۰         |
| ۱۹    |         | SHV        | شیروان      | ۳۷°۳۱′۵۹″شمالی ۵۷°۴۱′۴۹″شرقی / ۳۷٫۵۳۳°شمالی ۵۷٫۶۹۷°شرقی | ۱۹۱۶         |
| ۲۰    |         | SRV        | سروستان     | ۲۹°۲۲′۵۲″شمالی ۵۳°۰۶′۱۴″شرقی / ۲۹٫۳۸۱°شمالی ۵۳٫۱۰۴°شرقی | ۲۶۸۸         |
| ۲۱    |         | SZD1       | زاهدان      | ۲۹°۲۹′۱۰″شمالی ۶۰°۵۱′۵۸″شرقی / ۲۹٫۴۸۶°شمالی ۶۰٫۸۶۶°شرقی | ۱۳۶۴         |
| ۲۲    |         | TBB        | ورامین ۲    | ۳۴°۵۹′۴۲″شمالی ۵۱°۴۳′۳۷″شرقی / ۳۴٫۹۹۵°شمالی ۵۱٫۷۲۷°شرقی | ۱۱۳۹         |
| ۲۳    |         | VIS        | ویس         | ۳۴°۳۱′۴۱″شمالی ۴۶°۵۱′۰۴″شرقی / ۳۴٫۵۲۸°شمالی ۴۶٫۸۵۱°شرقی | ۱۸۳۳         |